# Lincoln Futura
Lincoln Futura — концепт-кар, разработанный Lincoln для Ford Motor Company. Он был собран вручную дизайнерской фирмой Ghia в Италии в 1954 году.

## История
Модель Lincoln Futura была изначально создана не как выставочный экземпляр, а полностью функционирующий автомобиль, чьей целью было показать успехи концерна Ford.
Дизайн Lincoln Futura был чересчур экстравагантным даже для 1950-х годов — двойные пластиковые купола сверху, выдающиеся вперёд фары и огромные скошенные «плавники» сзади. Тем не менее, Futura была полностью готова к эксплуатации, в отличие от многих демонстрируемых автомобилей. Изначальным цветом машины являлся перламутровый белый с голубоватым отливом (фото). Автомобиль оснащался двигателем объёмом 368 кубических дюймов, трансмиссией и шасси Lincoln Mark II.
Futura получила успех как шоу-кар, обеспечив благоприятную рекламу для Ford. Фирмой Corgi Toys было выпущено более миллиона копий пластиковых игрушек в течение почти сорока лет, а форма фар и хвостового оперения Futura использовалась в последующих моделях Lincoln — Premiere и Capri.

### «Бэтмобиль»

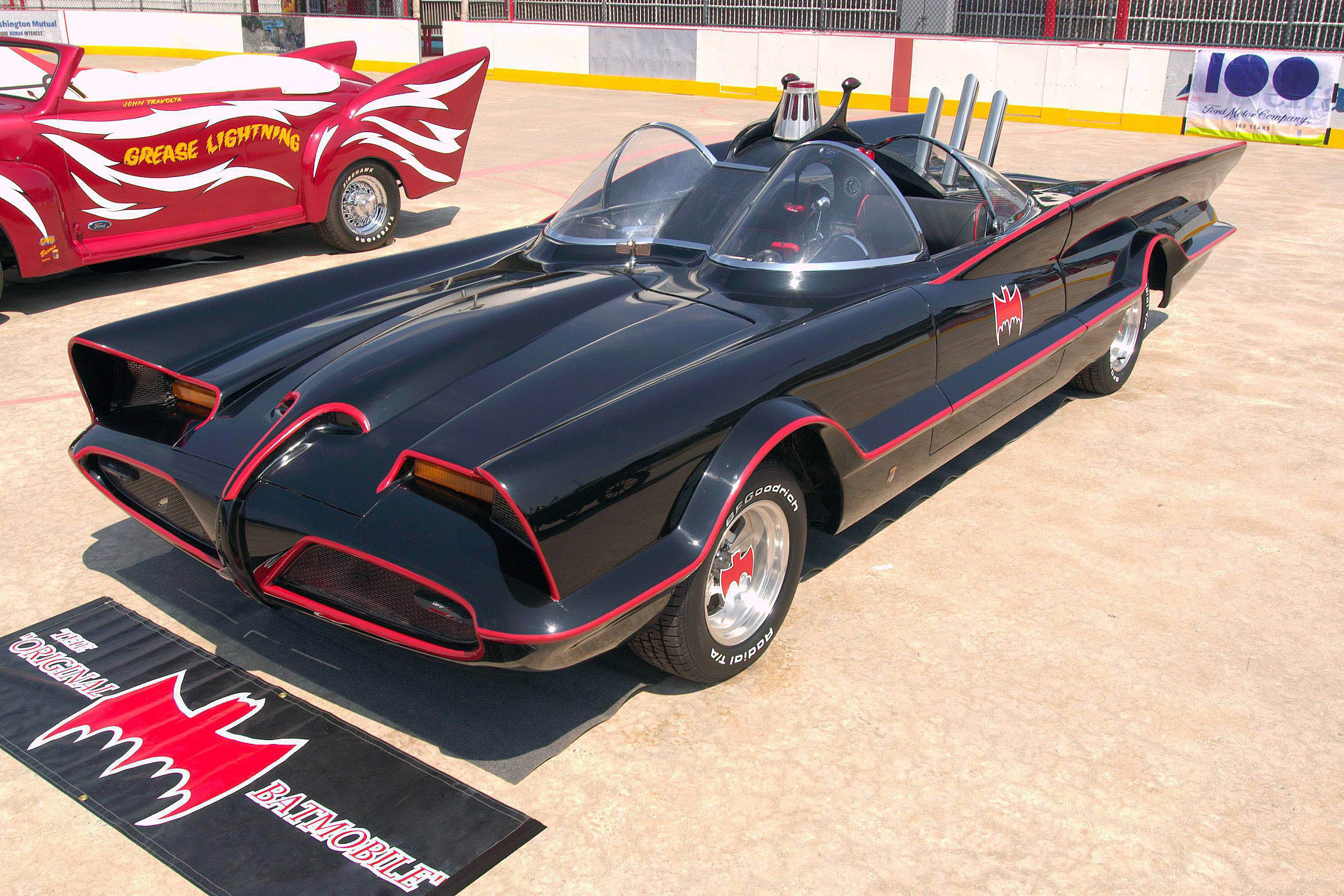
«Бэтмобиль» Lincoln Futura

После съёмок машина оказалась в руках известного конструктора Джорджа Барриса и долгое время стояла возле дверей его магазина.
В 1966 году Джорджу Баррису требовалось изготовить «Бэтмобиль» для телесериала «Бэтмен». Баррис нанял дизайнера Дина Джеффриса, чтобы построить автомобиль для шоу. Изначально Джеффрис работал над дизайном Cadillac 1959 года, но когда студия потребовала от него автомобиль, он вернул его Джорджу Баррису. Баррис решил, что необычная «крылатая» форма Futura как нельзя лучше подходит для «Бэтмобиля» и изготовил четыре копии, которые базировались на деталях Ford Galaxie 1966 года и Ford Thunderbird 1958 года.

### Дальнейшая судьба
Несмотря на первоначальную стоимость автомобиля $250,000, Lincoln Futura была продана Джорджу Баррису за символическую плату в $1,00.
Первый из шести Бэтмобилей, которые создавались для сериала ABC 1960-х годов Batman («Бэтмен»), был продан на аукционе за $4,2 млн (учитывая налоги за $4,6 млн). Лот был выставлен на торгах аукционного дома Barrett-Jackson, сообщает The Hollywood Reporter.
Победителем торгов стал Рик Шемпэйн, бизнесмен и коллекционер автомобилей из Финикса, который является постоянным участником аукциона последние 15 лет. Шемпэйн сказал, что он вырос на этом ТВ-шоу и пришел на аукцион с целью заполучить себе раритетный автомобиль. На вопрос, где он планирует его поставить, новый владелец отшутился: «Я собираюсь снести стену и поставить его в моей гостиной».

### Возрождение
В 1990-х годах Боб Баттс с согласия Джорджа Барриса сделал копии «Бэтмобиля». Он взял один из «Бэтмобилей» Барриса и на основе фотографий 1950-х годов конвертировал «Бэтмобиль» обратно в Futura. При этом оригинальная Futura по-прежнему является «Бэтмобилем».